# Ela Taubert
Manuela Taubert (Bogotá, 11 de septiembre de 2000), conocida como Ela Taubert, es una cantante y compositora colombiana de Pop Latino. En 2024, obtuvo el premio a mejor artista nuevo en los Premios Grammy Latinos.

## Biografía
Ela Taubert nació y fue criada en Bogotá. Hija de Erika Taubert y Orlando Pardo. Desde temprana edad, mostró interés por la música, algo que su madre alentó inscribiéndola en clases y motivándola a cantar en eventos públicos, a pesar de su timidez.
En 2020, durante la pandemia de COVID-19, Taubert comenzó a compartir videos en redes sociales interpretando versiones de canciones sin mostrar su rostro. Su música llamó la atención de las comunidades virtuales, esto la animó a dar el siguiente paso en su carrera musical.
En 2022, Taubert lanzó sus primeros sencillos, titulado «Los rotos». Sin embargo, su gran despegue llegó con «Crecer», que le permitió establecerse en la industria. En 2023, publicó su primer EP titulado ¿Quién dijo que era fácil?, compuesto por cinco canciones, inspirados en temáticas universales a partir de vivencias de la propia artista, como el enamoramiento, el amor propio y experiencias personales.
El 14 de febrero de 2024, estrenó el sencillo «¿Como pasó?» otra canción pop con tintes rockers, uno de los más éxitosos de su carrera hasta ahora. En noviembre de ese año estrenó una versión bilingue de esta canción junto al estadounidense Joe Jonas.
Además ese año abrió uno de los conciertos de la gira de Karol G en Bogotá, y también la ha hecho una gira latinoamericana. A su vez, ganó el Premios Juventud a "La nueva generación femenina", y un premio Grammy Latino al Mejor Artista Nuevo.

## Discografía
EP
- 2023: ¿Quién dijo que era fácil?

Álbumes
- 2025: Preguntas a Las 11:11

## Premios y nominaciones
| Ceremonia              | Año  | Categoría                      | Nominado(s)/obra(s) | Resultado |
| ---------------------- | ---- | ------------------------------ | ------------------- | --------- |
| Premios Grammy Latinos | 2024 | Mejor Artista Nuevo            | Ela Taubert         | Ganadora  |
| Premios Juventud       | 2024 | La nueva generación - Femenina | Ela Taubert         | Ganadora  |
| Premios Lo Nuestro     | 2025 | Canción del año - Pop          | ¿Como pasó?         | Ganadora  |